# ビュッシュ・ド・ノエル

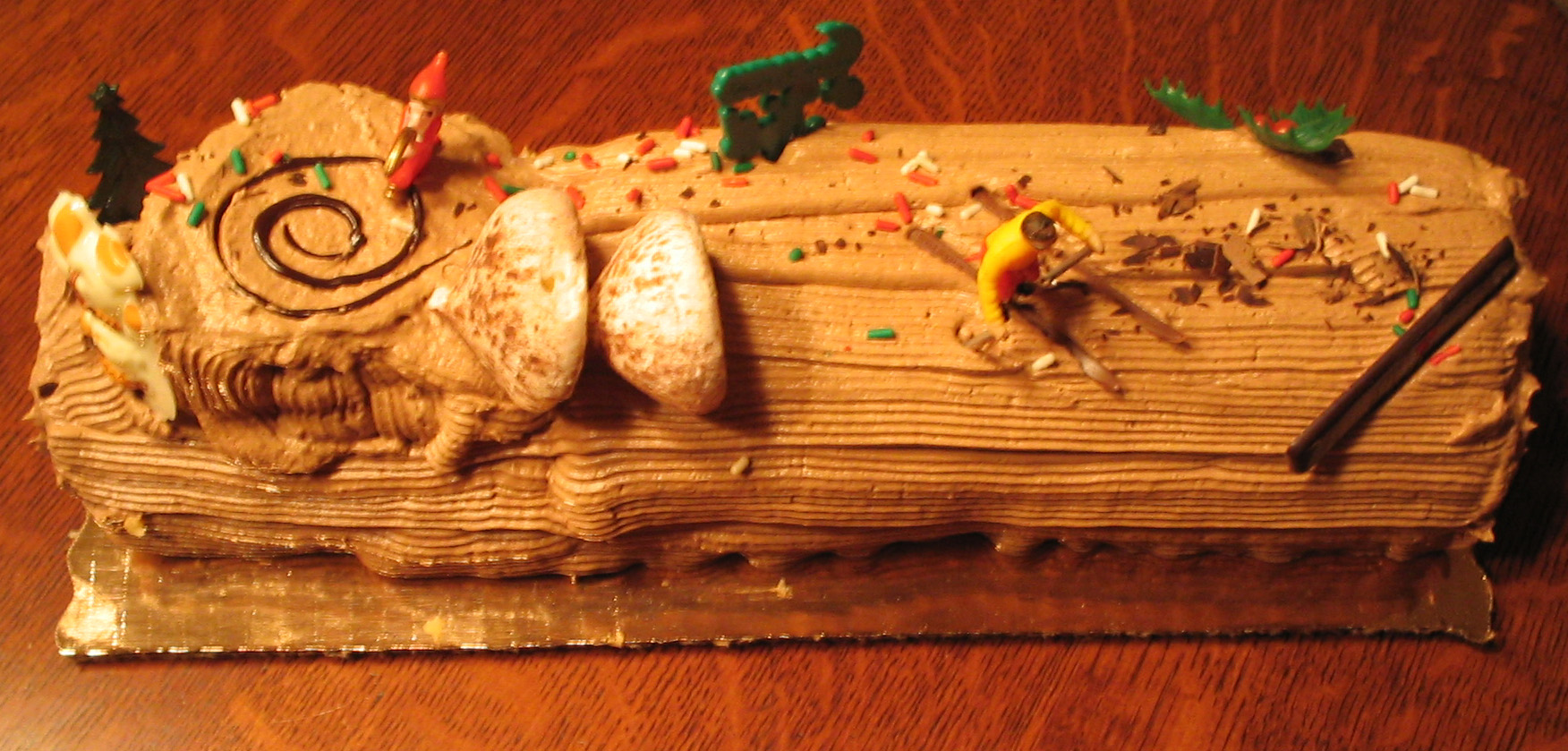
ビュッシュ・ド・ノエル

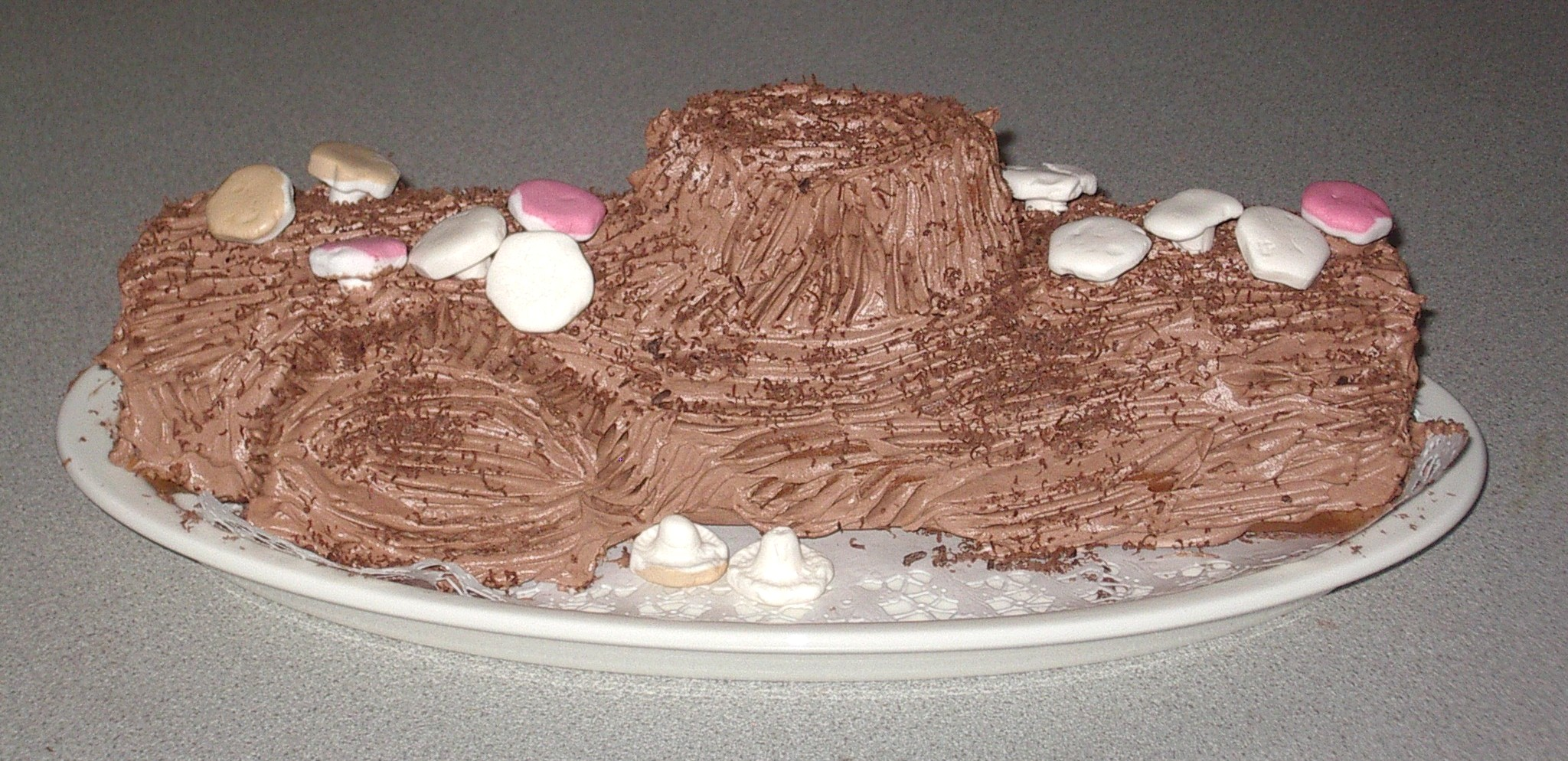
ビュッシュ・ド・ノエル

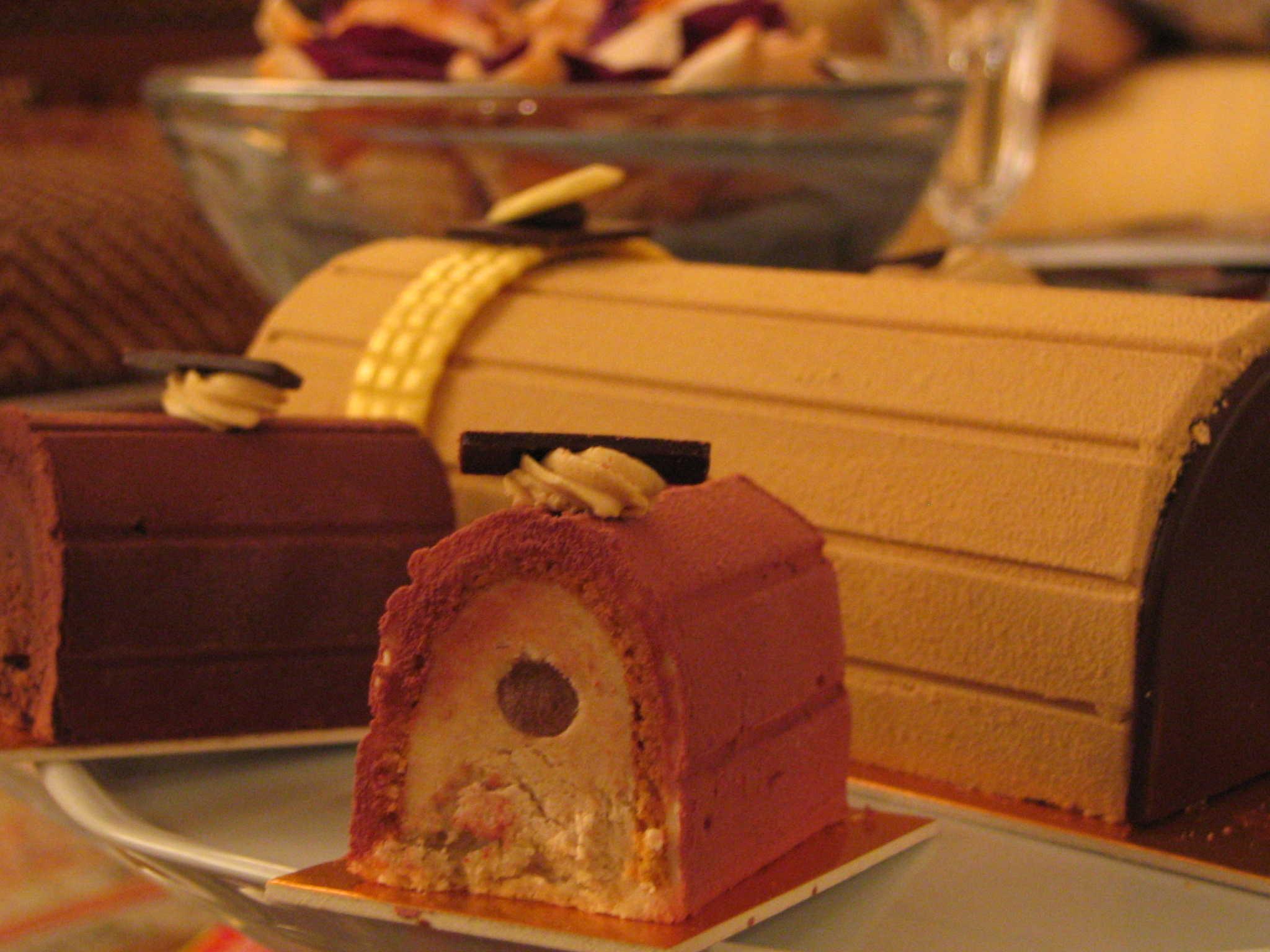
ビュッシュ・ド・ノエル

ビュッシュ・ド・ノエル (仏: bûche de Noël) は、クリスマスに作られる木を模したケーキ。ブッシュ・ド・ノエルとも。

## 概要
フランス語でノエルが「クリスマス」、ビュッシュは「木（丸太）」で「クリスマスの木」の意。その名の通り丸太（または、切り株、木の薪）の形をイメージしている。基本的にクリスマスケーキとして食べられる。他のケーキ同様に洋菓子店で売られるが、一部出来合いの材料を使うことで、家庭でも比較的簡単に作ることができる。
輪切りにしていない長いままのロールケーキの表面をココアクリーム（ココアで茶色く着色したバタークリーム）で覆い、そこにフォークでひっかくようにして波型の筋をつけて、樹皮をかたどる。さらに枝を模したチョコレートや、雪を模したホイップクリームや粉砂糖でデコレーションして作られる。また、斧や樵の飾りが付けられることもある。
なぜ丸太の形なのかについては幾つかの説があるが、クリスマスがキリスト教以前の冬至祭を起源とするのと同様、もともと北欧の古い宗教的慣習「ユール」で使われた丸太を、田舎の風習を守るためにパリのお菓子屋が「ユールの丸太」をかたどって作ったもの。もう一つには「キリストの誕生を祝い、幼い救世主を暖めて護るため、暖炉で夜通し薪を燃やした」ことに由来するとも言われる。

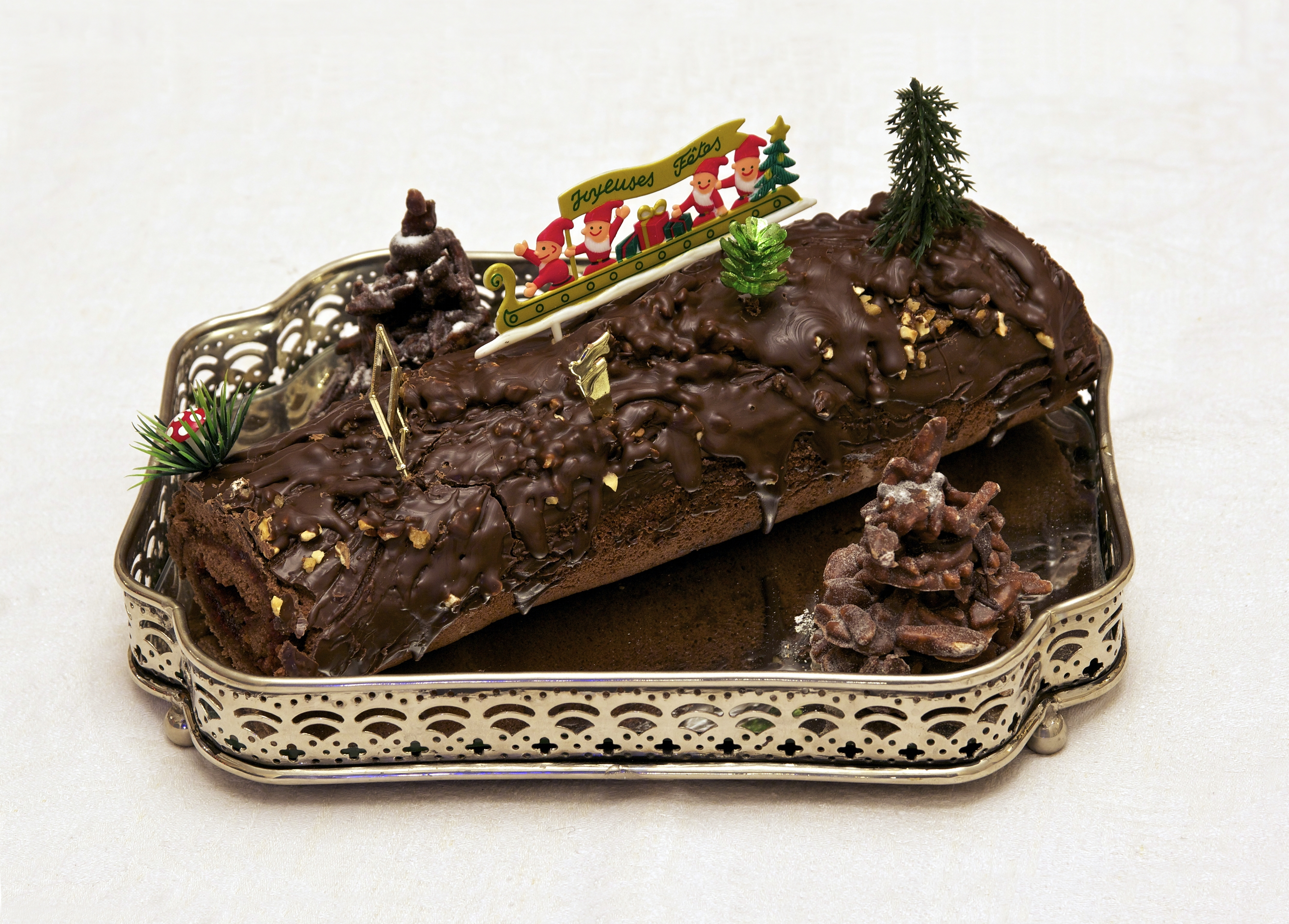
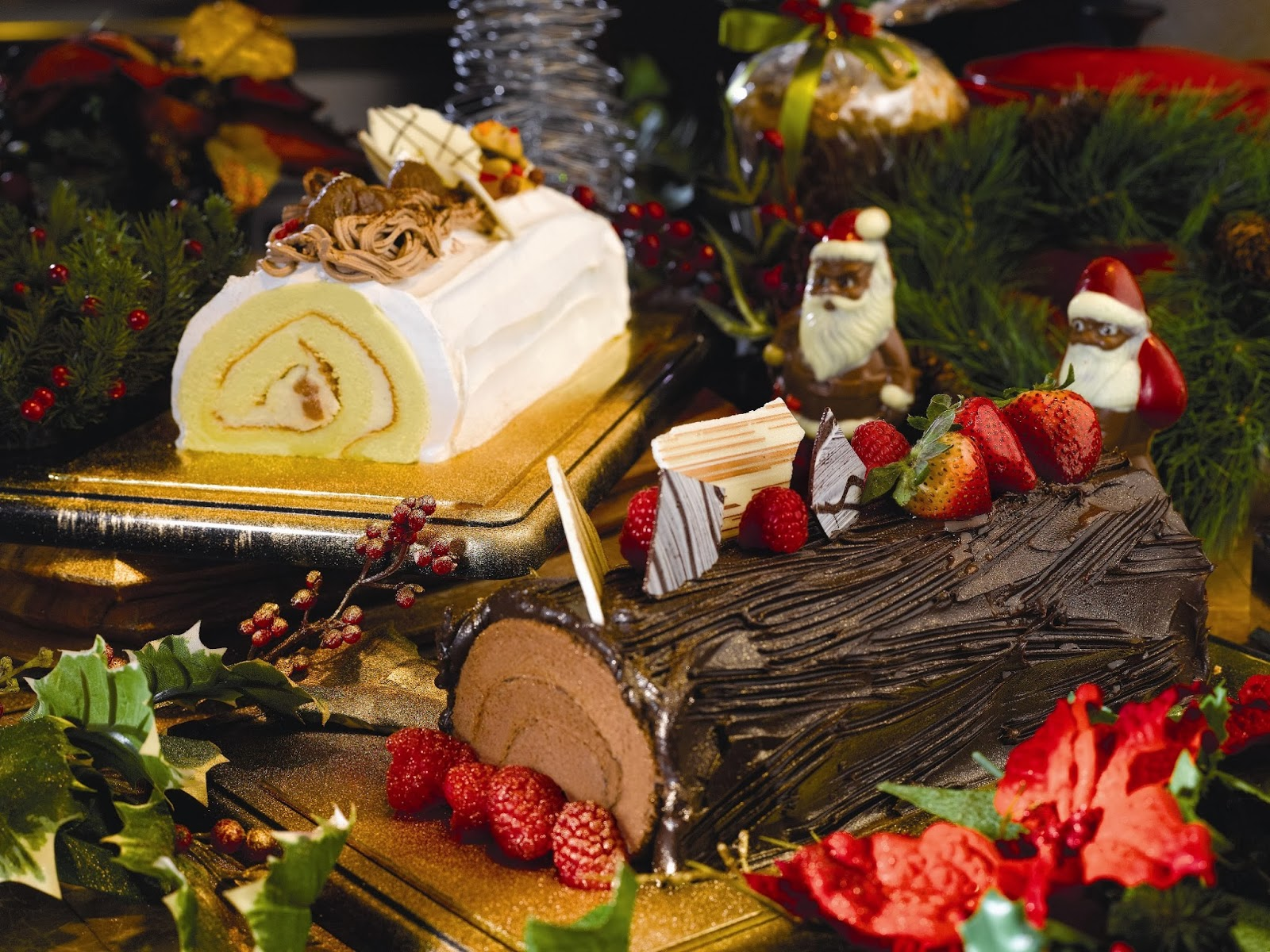
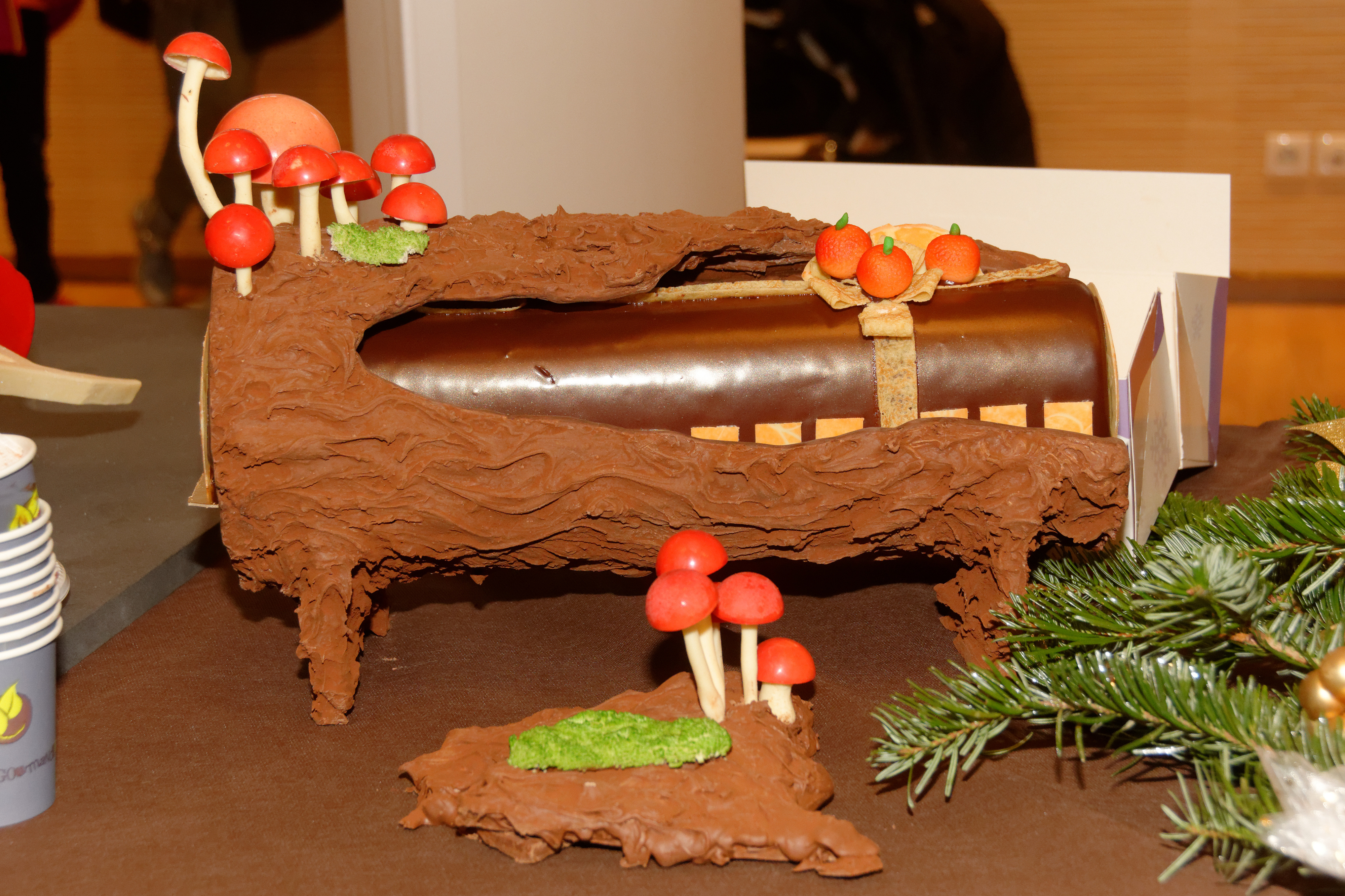
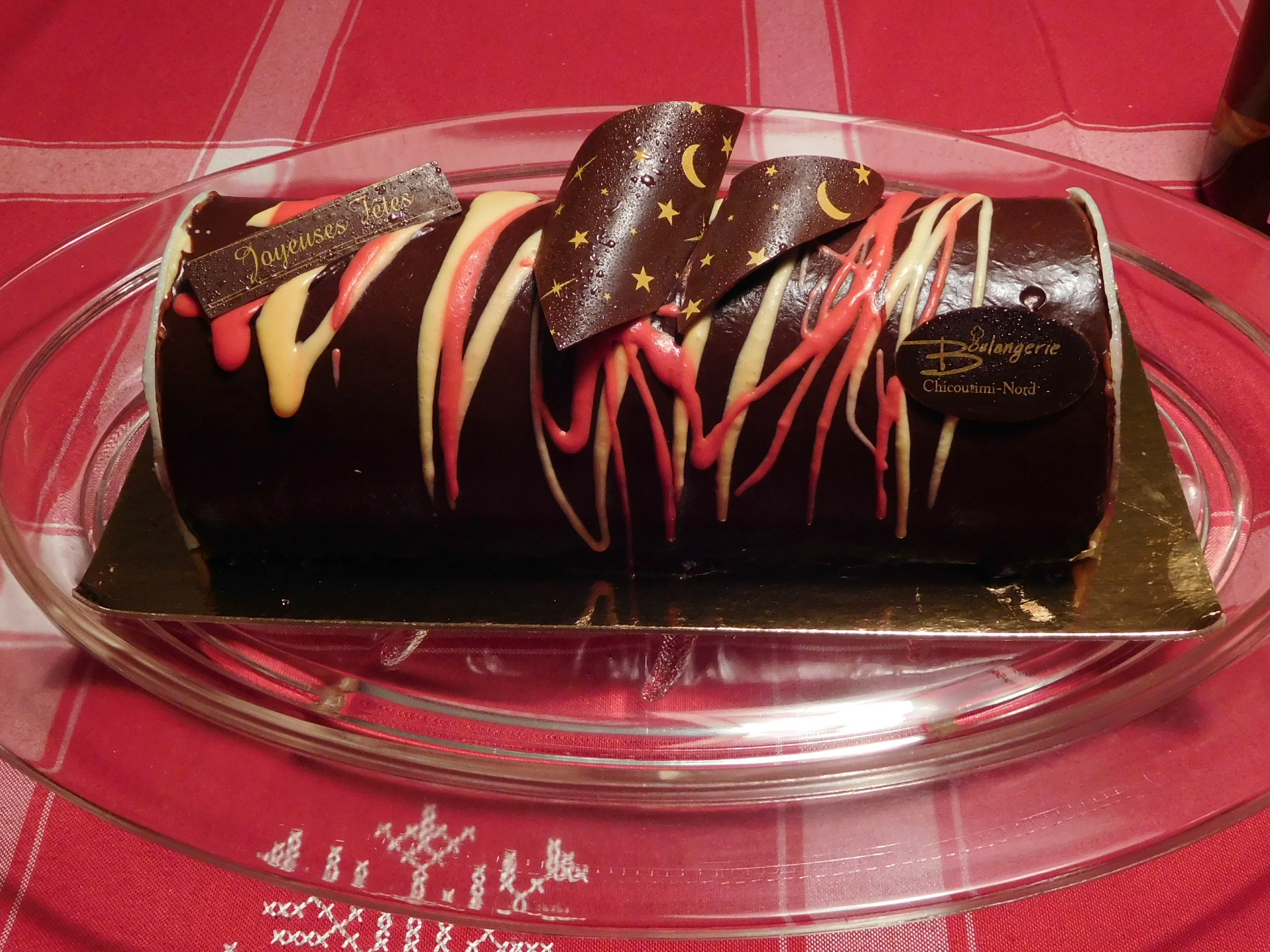
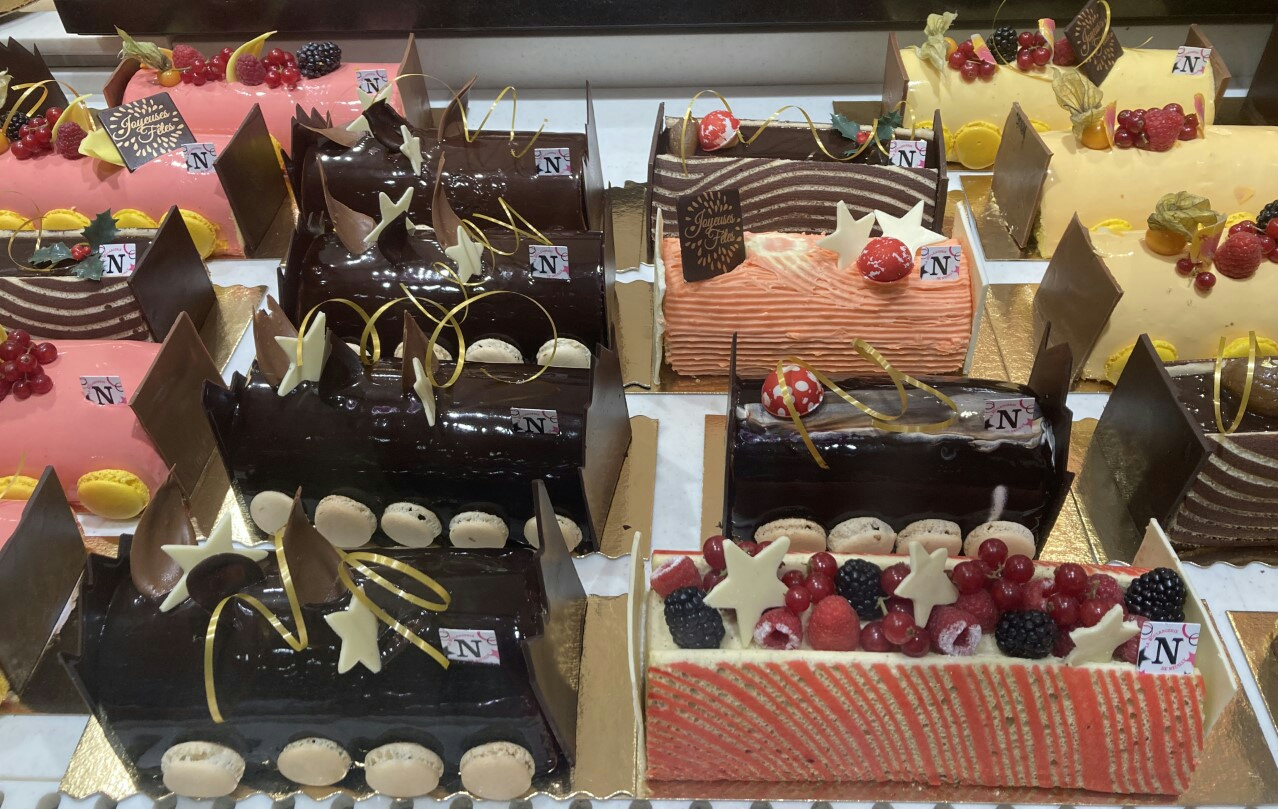

## 参照
- ブッシュ・ド・ノエルの由来＆レシピリンク集　ブッシュ・ド・ノエルの由来 - <スイーツ> All About
- レシピ -お星様のビュッシュドノエル